# Beautiful Surprise
Beautiful Surprise är den kanadensiska sångaren Tamias femte studioalbum, utgivet på hennes eget skivbolag Plus 1 den 28 augusti 2012.

## Låtlista
| Nr  | Titel                | Kompositör                                                        | Producent(er)                | Längd |
| --- | -------------------- | ----------------------------------------------------------------- | ---------------------------- | ----- |
| 1.  | "Lose My Mind"       | Tamia Hill, Claude Kelly                                          | The Runners                  | 4:00  |
| 2.  | "Give Me You"        | Claude Kelly                                                      | Andre Brissett, Claude Kelly | 3:34  |
| 3.  | "It's Not Fair"      | Claude Kelly                                                      | Chuck Harmony, Kelly         | 3:52  |
| 4.  | "Believe in Love"    | Tamia Hill, Claude Kelly                                          | The Runners                  | 3:30  |
| 5.  | "Beautiful Surprise" | Tamia Hill, Claude Kelly, Salaam Remi                             | Salaam Remi                  | 3:37  |
| 6.  | "Is It Over Yet"     | Billy Kirsch                                                      | Luke Laird                   | 3:58  |
| 7.  | "Love I'm Yours"     | Anthony Crawford, Tamia Hill                                      | Shep Crawford                | 5:28  |
| 8.  | "Him"                | Tamia Hill, Claude Kelly                                          | The Runners, The Monarch     | 4:04  |
| 9.  | "Still Love You"     | Jazmine Sullivan, Christopher Barnes, Ivan Barias, Carvin Haggins | Carvin & Ivan                | 3:21  |
| 10. | "Because of You"     | Shep Crawford                                                     | Shep Crawford                | 4:21  |
| 11. | "Still"              | Johnta Austin, Bryan Michael Cox, Jermaine Dupri                  | Laird                        | 4:07  |

## Topplistor
| Lista (2012)                           | Högsta listplacering |
| -------------------------------------- | -------------------- |
| USA Billboard 200                      | 23                   |
| USA Top R&B/Hip-Hop Albums (Billboard) | 6                    |
| USA Independent Albums (Billboard)     | 4                    |